# آن كامبل
آن كامبل هي مخرجة جوقة كندية، ولدت في 16 يناير 1912 في Sutherland, Saskatoon ‏ في كندا، وتوفيت في 13 أبريل 2011 في Cochrane, Alberta ‏ في كندا.